# جواو باولو بيريرا غوميز
جواو باولو بيريرا غوميز (8 مايو 1989 في البرتغال - ) هو لاعب كرة قدم برتغالي في مركز الدفاع. لعب مع نادي ديبورتيفو داس أيفيس ونادي بورتيمونينسي وMerelinense F.C. ‏ وVilaverdense F.C. ‏.

## وصلات خارجية
- جواو باولو بيريرا غوميز على موقع قاعدة بيانات كرة القدم.إي يو (الإنجليزية)